# Tanjung Wangi
Tanjung Wangi is een bestuurslaag in het regentschap Lampung Timur van de provincie Lampung, Indonesië. Tanjung Wangi telt 3000 inwoners (volkstelling 2010).